# Quartier du Pont-de-Flandre
Quartier du Pont-de-Flandre är Paris 74:e administrativa distrikt, beläget i nittonde arrondissementet. Distriktet är uppkallat efter Pont de Flandre, en bro som leder över Canal Saint-Denis.
Nittonde arrondissementet består även av distrikten Villette, Amérique och Combat.

## Sevärdheter
- Saint-Luc
- Parc de la Villette
- Cité de la musique
- Pont de Flandre
- Fontaine aux Lions de Nubie
- Conservatoire de Paris
- Théâtre Paris-Villette

## Bilder
| - De fyra administrativa distrikten i Paris nittonde arrondissement. - Parc de la Villette. - Fontaine aux Lions de Nubie. |

## Kommunikationer
- Tunnelbana – linje  – Corentin Cariou